# Mixcloud
Mixcloud онлайн сервіс зі стримінгу музики, який забезпечує прослуховування і розповсюдження радіо-шоу, DJ-міксів і подкастів, які надаються його ж зареєстрованими користувачами.
Серед відомих юзерів Wired (вебсайт) [Архівовано 27 вересня 2010 у Wayback Machine.], Гарвардська школа бізнесу, TED Talks і Барак Обама.

## Історія
Mixcloud було створено у 2008-му році Nikhil Shah і Nico Perez, як стартап-компанію за допомогою процесу, тепер відомого як бережливий стартап (англ. lean startup). Хлопці вперше зустрілися у Кембриджському університеті.
Розробники Mat Clayton і Sam Cooke приєдналися до команди на ранніх етапах. Станом на 2012-й повідомляється, що кількість активних користувачів Mixcloud перевищила 3 мільйони , а також більше п'ятисот тисяч зареєстрованих через Facebook-додаток.

## Функції
Сервіс дозволяє своїм користувачам проглядати і відтворювати аудіоконтент розміщений на сайті. Зареєстровані юзери можуть завантажувати радіо-шоу, DJ-мікси і подкасти, а також просувати і розповсюджувати свій контент через спеціальний соцмережевий віджет Mixcloud'у. Станом на 2011-й, Mixcloud збільшив свій 100-мегабайтовий ліміт на завантажувані файли і тепер вони можуть бути необмежених розмірів.. Зареєстровані учасники можуть вступати в групи, з об'єднаннями користувачів, які розділяють спільні зацікавлення. Періодично там відбуваються оновлення, які сповіщають про доступність нового контенту, спорідненого з тематикою групи.
Mixcloud також забезпечує API (Прикладний програмний інтерфейс), в якому користувачі можуть проводити пошук, завантаження і вбудовування свого контенту.
Також можна ділитися подкастами і міксами через Facebook, Twitter і Google+.
Мобільні додатки є доступними як для операційної системи Android, так і для Apple iOS.

## Законність
Mixcloud обмежує своїх користувачів у завантаженні аудіо-матеріалів з сайту, з ліцензійних причин. Співзасновник Nikhil Shah так прокоментував це обмеження:

«Відсутність можливості скачування була для нас випробуванням, у тому сенсі, щоб переконувати творців контенту використовувати саме нашу платформу.»

Він також порівняв Mixcloud до моделі свого конкурента Spotify:

"Так, це є дуже схожим до моделі Spotify. Конкурентом Spotify є неліцензійне скачування і вони намагаються з цим боротися, пропонуючи стримінг, як високоякісну альтернативу. "

Згідно з офіційним сайтом Mixcloud'у, платформа ліцензована тільки для забезпечення аудіоконтенту через стримінг, а відповідні авторські гонорари присвоюються артистам.
Сервіс також вимагає від своїх користувачів при завантаженні правильно вказувати артистів і метадані треків, для того щоб зберегігати право власності.

## Подібні сервіси
- Beatport
- Deezer
- Last.fm
- SoundCloud
- Spotify
- Grooveshark
- Mixcrate
- Pandora
- Rdio
- Rhapsody